# Zooland Records
Zooland Records – wytwórnia muzyczna założona w 2005 roku przez DJ Maniana oraz Yanou.
W 2007 roku powstała bliźniacza wytwórnia o nazwie ZooGroove. Wydawano w niej utwory z gatunku house. Wytwórnia Zooland Records skupia się głównie na wydawaniu utworów z gatunku hands up. W 2008 roku powstała kolejna bliźniacza wytwórnia Zoo Digital, która zajmuje się rozprowadzaniem muzyki za pośrednictwem internetu. Był to łatwiejszy i szybszy sposób dostarczania muzyki. Z tego też powodu powstała w 2009 roku bliźniacza wytwórnia Bazooka Records, również rozprowadzająca muzykę za pośrednictwem internetu, która skupia się głównie na gatunku house. Końcem roku 2010 a początkiem 2011 powstała inna sub wytwórnia Punch przez co każdy wydany singiel z gatunku Hands Up ma dwa wydania zawierający utwory/remiksy z gatunku Hands Up wychodzi w sub wytwórni Punch z gatunku Dance, House i electro house wychodzą w głównej wytwórni Zooland.

## Producenci/DJ-e
Źródło: Oficjalna strona Zooland Records
- Basslovers United (Matthias Dünckelmeyer, Martin Brandl)
- Cascada (Manuel Reuter, Yann Peifer, Natalie Horler)
- Cyrus (Cyrus Sadeghi-Wafa)
- Dan Winter (Daniel Winter)
- Dave Darell (Robin Brandes)
- Deepforces (Christian Blecha)
- Gabry Ponte (Gabriele Ponte)
- ItaloBrothers (Zacharias Adrian, Christian Müller, Mathias Metten)
- Klingenberg (Thomas Klingenberg)
- Liz Kay (Eliza Krul)
- Manian (Manuel Reuter)
- Manox (Max Kleinschmidt)
- Jose Mose
- Monday 2 Friday (Volker Wehmeier, Sascha Van Holt)
- R.I.O. (Manuel Reuter, Yann Peifer)
- Rob Mayth (Robin Brandes)
- Rob und Chris (Robin Brandes, Christopher Ast)
- Spencer & Hill(inne języki) (Manuel Reuter, Manuel Schleis)
- Starsplash(inne języki) (Ramon Roelofs, Frank Fritze)
- Stereo Palma (Attila Náksi, Zsolt Brunner)
- Yanou (Yann Peifer)